# Sinan Toprak ist der Unbestechliche
Sinan Toprak ist der Unbestechliche war eine deutsche Fernsehserie nach einer Idee von Orkun Ertener.
Ursprünglich handelte es sich bei Sinan Toprak ist der Unbestechliche um einen einzelnen abendfüllenden Fernsehfilm aus der Feder Erteners. Erst ab 2001 ging Sinan Toprak  in Serie. 

## Das Ermittlerteam
Der Titelheld der Serie ist Sinan Toprak, ein aus der Türkei stammender deutscher Kriminalhauptkommissar. Topraks Ermittlungsmethoden und sein gesamtes Verhalten sind immer absolut korrekt. Entsprechend kleidet er sich auch mit schwarzem Anzug, weißem Hemd, Krawatte und italienischen Markenschuhen.
Sein Assistent Holldau ist dagegen wesentlich lockerer und hat zu den Vorschriften eine etwas flexiblere Einstellung, was ihm sein Chef Toprak aber nicht durchgehen lässt. Holldau trägt legere Kleidung.
In der Polizeiarbeit unterstützt Wachtmeister Bruno Meininger, der später von seinem Bruder Alois ersetzt wird. Beide sind bodenständige Polizeibeamte und sprechen, im Gegensatz zu Toprak und Holldau, Bairisch. 
Als Wissenschaftler steht dem Team Gerichtsmediziner Buchner zur Seite.

## Handlung der Folgen
Zu Beginn jeder Folge ereignet sich ein Mordfall. In die Tat sind immer auch einflussreiche Menschen aus Politik, Verwaltung oder Wirtschaft verwickelt. Diese nutzen ihre Beziehungen, um die Ermittlungen zu behindern oder sie in eine bestimmte Richtung zu lenken. Aufgrund seiner korrekten Art lässt sich Toprak davon aber nicht beeinflussen. Charakteristisch ist das Ende jeder Folge: Toprak ruft die direkt beteiligten zusammen, erläutert in einem längeren Monolog die Ergebnisse der Ermittlungen und lässt den Täter verhaften. 

## Das Privatleben der Ermittler
Sinan Toprak ist verheiratet und Vater von zwei schulpflichtigen Kindern. Die Familie wohnt in einem Einfamilienhaus in einem Außenbezirk von München mit Blick auf die Kirche Maria Ramersdorf.
Zum privaten Hintergrund der anderen Personen gibt die Serie keine Hinweise.

## Die Orte der Handlung
Die Ermittlungen führen das Team, passend zur Prominenz der Tatbeteiligten, zu vielen bekannten Bauwerken in der weiteren Umgebung von München. Man sieht unter anderem Gut Freiham, Schloss Pullach, Künstlerhaus Villa Waldberta, Villa Rösl (Ammerland) und das Kloster Fürstenfeld. 

## Episodenliste
| Folge     | Erstausstrahlung | Titel                               |
| Pilotfilm | 28.10.1999       | Sinan Toprak ist der Unbestechliche |
| 2         | 15.02.2001       | Der Fenstersturz                    |
| 3         | 22.02.2001       | Tödliches Erbe                      |
| 4         | 01.03.2001       | Todesharmonie                       |
| 5         | 08.03.2001       | Der Sündenfall                      |
| 6         | 22.03.2001       | Die Falle                           |
| 7         | 29.03.2001       | Fit for Life                        |
| 8         | 12.04.2001       | Taipan                              |
| 9         | 19.04.2001       | Halbgott                            |

| Folge | Erstausstrahlung | Titel                         |
| 1     | 03.01.2002       | Das Glück dieser Erde         |
| 2     | 10.01.2002       | Bis daß der Tod euch scheidet |
| 3     | 17.01.2002       | Der dreifache Salamander      |
| 4     | 24.01.2002       | Schönheit vergeht             |
| 5     | 31.01.2002       | Das Versprechen               |
| 6     | 07.02.2002       | Der Champagnermord            |
| 7     | 14.02.2002       | Die Beherrschung              |
| 8     | 21.02.2002       | Kaufrausch                    |